# رشته‌کوه نلگسین
رشته‌کوه نلگسین (روسی: Нельгесинский хребет) یک رشته‌کوه در استان یاقوتستان کشور روسیه است.